# Saison 1998-1999 du LOSC Lille Métropole
La saison 1998-1999 du LOSC Lille Métropole est la treizième saison du club nordiste en deuxième division du championnat de France.
Maillots
Chronologie
Saison précédente Saison suivante